# Vibras
Vibras es el tercer álbum de estudio del cantante colombiano J Balvin, lanzado el 25 de mayo de 2018 por el sello Infinity Music y publicado por Universal Music Group Latino, incluye el éxito internacional «Mi Gente» además de colaboraciones de Willy William, Anitta, Jeon, Wisin & Yandel, Zion & Lennox, Rosalía Vila, Carla Morrison y entre otros. En 2018 J Balvin ganó un Latin Grammy en la categoría Mejor álbum urbano con Vibras.

## Desarrollo
En junio de 2017, Balvin junto con el productor y DJ francés Willy William lanzaron el sencillo «Mi Gente». La canción se convirtió en un gran éxito comercial alcanzando el número uno en más de treinta países en todo el mundo, incluido el número tres en la lista Billboard Hot 100 de los Estados Unidos. Según Balvin, desarrolló el concepto del álbum desde el momento en que «Mi Gente» comenzó a »conectar con audiencias de todo el mundo», con la intención de fusionar ritmos mundiales diferentes y refinar la música de reguetón.
En una entrevista con Ebro Darden para Beats 1 Radio en Apple Music en abril de 2018, Balvin describió el sonido del disco como 33 por ciento de dancehall, 33 por ciento de R&B y 33 por ciento de reguetón. Además explicó que puso mucho amor en la realización del álbum y que contiene diferentes vibraciones, de ahí el nombre, Vibras.

«El verdadero significado de este álbum fue lo que está sucediendo con la música en español que se está haciendo global, el hecho de que hicimos un álbum donde los ritmos son tan increíbles que no tienes que entender lo que decimos, solo tienes que amar las canciones».

## Sencillos
Como primer sencillo se estrenó «Mi Gente» junto a Willy William, el 29 de junio de 2017. El 19 de enero de 2018 se lanzó el sencillo «Machika», en colaboración con Anitta y Jeon. El 26 de febrero estrenó «Ahora» como el tercer sencillo del disco, un tema donde vuelve a la esencia del reguetón. Como cuarto sencillo se publicó «Ambiente», el 13 de abril de 2018.

## Lista de canciones
| N.º   | Título                            | Escritor(es)                                                                                                   | Productor(es)            | Duración |  |
| 1.    | «Vibras» (Carla Morrison)         | J Balvin · Marco Efrain Masis · Carla Morrison · Alejandro Ramírez                                             | Sky · Tainy              | 1:06     |  |
| 2.    | «Mi gente» (con Willy William)    | J Balvin · Ashadally Adam · Mohombi Nzasi Moupondo · Osorio · Andrés David Restrepo Echavarría · Willy William | Willy William            | 3:05     |  |
| 3.    | «Ambiente»                        | J Balvin · Osorio · Masis · Justin Quiles · Ramírez · José Ángel Rodríguez                                     | Sky · Tainy              | 4:08     |  |
| 4.    | «Cuando tú quieras»               | J Balvin · Osorio · Jesús M. Nieves Cortés · Masis · Ramírez                                                   | Sky · Tainy              | 3:25     |  |
| 5.    | «No es justo» (con Zion & Lennox) | J Balvin · Osorio · Cortés · Masis · Félix Ortíz · Gabriel Pizarro · Ramírez                                   | Sky · Tainy . Gaby Music | 4:10     |  |
| 6.    | «Ahora»                           | J Balvin · Osorio · Masis · Cortés · Ramírez                                                                   | Sky · Tainy              | 4:14     |  |
| 7.    | «Brillo» (con Rosalía)            | J Balvin· Osorio · Cortés · Masis · Ramírez · Rosalía Vila                                                     | Sky · Tainy              | 2:39     |  |
| 8.    | «En mí (Interlude)» (con Rosalía) | J Balvin · Osorio · Ramírez · Vila                                                                             | Sky · Tainy              | 0:53     |  |
| 9.    | «En mí»                           | J Balvin · Osorio · Cortés · Ramírez                                                                           | Sky · Tainy              | 3:15     |  |
| 10.   | «Peligrosa» (con Wisin & Yandel)  | J Balvin · Osorio · Juan Luis Morera · Carlos Ortiz · Luis E. Ortiz · Llandel Veguilla                         | Chris Jeday · Gaby Music | 3:22     |  |
| 11.   | «Noches pasadas»                  | J Balvin · Osorio · Cortés · Masis · Ramírez                                                                   | Sky · Tainy              | 3:42     |  |
| 12.   | «Tu verdad»                       | J Balvin · Osorio · Masis · Luis Miguel Prado · Ramírez                                                        | Sky · Tainy              | 3:25     |  |
| 13.   | «Dónde estarás»                   | J Balvin · Osorio · Masis · Ramírez                                                                            | Sky · Tainy              | 3:11     |  |
| 14.   | «Machika» (con Jeon y Anitta)     | J Balvin · Osorio · Larissa de Macedo Machado · Clyde Sergio Narain · Ramírez · Jonathan Bryan Thiel           | Chuckie · ChildsPlay     | 3:09     |  |
| 43:44 |                                   | |                          |          |  |

 Edición Francesa
| Edición Francesa |                                                                              |              |          |  |
| N.º              | Título                                                                       | Escritor(es) | Duración |  |
| 1.               | «Bum Bum Tam Tam - Remix (Feat MC Fioti, Future, Juan Magán & Stefflon Don)» |              | 2:53     |  |
| 2.               | «Ginza»                                                                      |              | 2:50     |  |
| 3.               | «Bobo»                                                                       |              | 3:30     |  |
| 4.               | «Sigo Extrañándote»                                                          |              | 3:21     |  |
| 5.               | «Ay Vamos»                                                                   |              | 3:47     |  |
| 6.               | «6 AM (Feat. Farruko)»                                                       |              | 4:10     |  |
| 7.               | «Tranquila»                                                                  |              | 3:20     |  |

 Edición Japonesa
| Edición Japonesa |                                               |              |          |  |
| N.º              | Título                                        | Escritor(es) | Duración |  |
| 1.               | «Positivo (Feat. Michaël Brun)»               |              | 2:53     |  |
| 2.               | «Ginza»                                       |              | 2:50     |  |
| 3.               | «Safari (Feat. Pharrell Williams, Bia & Sky)» |              | 3:25     |  |
| 4.               | «Bobo»                                        |              | 3:30     |  |

## Gira promocional
| Fecha                    | Ciudad           | País                 | Lugar                                   | Entradas Vendidas      |
| ------------------------ | ---------------- | -------------------- | --------------------------------------- | ---------------------- |
| Norteamérica — Etapa 1   |                  |                      |                                         |                        |
| 26 de mayo de 2018       | Ciudad de México | México               | Arena Ciudad de México                  | 16,280 / 18,000 (87%)  |
| 27 de mayo de 2018       | Las Vegas        | Estados Unidos       | Mandalay Bay Beach                      |                        |
| 23 de junio de 2018      | Monterrey        | México               | Parque Fundidora                        |                        |
| Latinoamérica — Etapa 2  |                  |                      |                                         |                        |
| 26 de julio de 2018      | Antofagasta      | Chile                | Gimnasio Sokol                          | 7,540 / 7,900 (89%)    |
| 28 de julio de 2018      | Santiago         | Chile                | Movistar Arena                          | 10,380 / 11,000 (98%)  |
| 29 de julio de 2018      | Concepción       | Chile                | Gimnasio Municipal                      | 7,860 / 8,000 (94%)    |
| 3 de agosto de 2018      | Bogotá           | Colombia             | Centro de Eventos Autopista Norte       |                        |
| 4 de agosto de 2018      | Medellín         | Colombia             | Estadio Atanasio Girardot               |                        |
| Europa — Etapa 1         |                  |                      |                                         |                        |
| 8 de agosto de 2018      | Odemira          | Portugal             | Herdade da Casa Branca                  | 25,000 / 25,000 (100%) |
| Asia — Etapa 1           |                  |                      |                                         |                        |
| 18 de agosto de 2018     | Osaka            | Japón                | Maishima Sonic Park                     | Festival               |
| 19 de agosto de 2018     | Chiba            | Japón                | Makuhari Messe                          |                        |
| Latinoamérica — Etapa 3  |                  |                      |                                         |                        |
| 30 de agosto de 2018     | Mérida           | México               | Coliseo Yucatán                         |                        |
| 31 de agosto de 2018     | Puebla           | México               | Acropolis Puebla                        |                        |
| 1 de septiembre de 2018  | Colima           | México               | Mega Palenque de la Villa               |                        |
| 2 de septiembre de 2018  | Querétaro        | México               | Auditorio Josefa Ortiz de Domínguez     |                        |
| 6 de septiemnre de 2018  | Xalapa           | México               | Parque Deportivo Colón                  |                        |
| 9 de septiembre de 2018  | Hermosillo       | México               | Expo Forum                              |                        |
| 15 de septiembre de 2018 | Ciudad de Panamá | Panamá               | Centro de Convenciones Amador           |                        |
| Norteamérica — Etapa 2   |                  |                      |                                         |                        |
| 19 de septiembre de 2018 | Fresno           | Estados Unidos       | Selland Arena                           |                        |
| 20 de septiembre de 2018 | Oakland          | Estados Unidos       | Oracle Arena                            |                        |
| 21 de septiembre de 2018 | San Diego        | Estados Unidos       | Viejas Arena                            |                        |
| 22 de septiembre de 2018 | Tucson           | Estados Unidos       | Holidome                                |                        |
| 23 de septiembre de 2018 | Inglewood        | Estados Unidos       | The Forum                               |                        |
| 26 de septiembre de 2018 | Salt Lake City   | Estados Unidos       | Vivint Smart Home Arena                 |                        |
| 28 de septiembre de 2018 | Las Vegas        | Estados Unidos       | Mandalay Bay Events Center              |                        |
| 29 de septiembre de 2018 | Phoenix          | Estados Unidos       | Comerica Theatre                        |                        |
| 30 de septiembre de 2018 | El Paso          | Estados Unidos       | Don Haskins Center                      |                        |
| 3 de octubre de 2018     | Laredo           | Estados Unidos       | Laredo Energy Arena                     |                        |
| 4 de octubre de 2018     | Sugar Land       | Estados Unidos       | Smart Financial Centre                  |                        |
| 5 de octubre de 2018     | Irving           | Estados Unidos       | Toyota Music Factory                    |                        |
| 6 de octubre de 2018     | Edinburg         | Estados Unidos       | Bert Ogden Arena                        |                        |
| 7 de octubre de 2018     | San Antonio      | Estados Unidos       | Freeman Coliseum                        |                        |
| 10 de octubre de 2018    | Minneapolis      | Estados Unidos       | The Armory                              |                        |
| 11 de octubre de 2018    | Milwaukee        | Estados Unidos       | Wisconsin Entertainment & Sports Center |                        |
| 12 de octubre de 2018    | Rosemont         | Estados Unidos       | Allstate Arena                          |                        |
| 13 de octubre de 2018    | Kansas City      | Estados Unidos       | Sprint Center                           |                        |
| 14 de octubre de 2018    | Denver           | Estados Unidos       | Pepsi Center                            |                        |
| 18 de octubre de 2018    | Boston           | Estados Unidos       | Agganis Arena                           |                        |
| 19 de octubre de 2018    | Reading          | Estados Unidos       | Santander Arena                         |                        |
| 20 de octubre de 2018    | Brooklyn         | Estados Unidos       | Barclays Center                         |                        |
| 24 de octubre de 2018    | Greensboro       | Estados Unidos       | Greensboro Coliseum                     |                        |
| 25 de octubre de 2018    | Nashville        | Estados Unidos       | Nashville Municipal Auditorium          |                        |
| 26 de octubre de 2018    | Duluth           | Estados Unidos       | Infinite Energy Arena                   |                        |
| 27 de octubre de 2018    | Tampa            | Estados Unidos       | Yuengling Center                        |                        |
| 28 de octubre de 2018    | Miami            | Estados Unidos       | American Airlines Arena                 |                        |
| Latinoamérica — Etapa 4  |                  |                      |                                         |                        |
| 2 de noviembre de 2018   | Oranjestad       | Aruba                | Aruba Island Takeover                   | Festival               |
| 17 de noviembre de 2018  | San Miguel       | Perú                 | Explanda Costa Verde                    | Festival               |
| 21 de noviembre de 2018  | Córdoba          | Argentina            | Espacio Quality                         |                        |
| 22 de noviembre de 2018  | Rosario          | Argentina            | Salón de Eventos Metropolitano          |                        |
| 24 de noviembre de 2018  | Buenos Aires     | Argentina            | Luna Park                               |                        |
| 30 de noviembre de 2018  | Encarnación      | Paraguay             | Costanera Encarnación                   |                        |
| 1 de diciembre de 2018   | Asunción         | Paraguay             | Hipódromo de Asunción                   | Festival               |
| 6 de diciembre de 2018   | Monterrey        | México               | Arena Monterrey                         |                        |
| 7 de diciembre de 2018   | Guadalajara      | México               | Auditorio Telmex                        |                        |
| 22 de diciembre de 2018  | Cap Cana         | República Dominicana | Punta Cana                              | Festival               |
| 29 de diciembre de 2018  | Cartagena        | Colombia             | Estadio Olímpico Jaime Morón León       |                        |
| 30 de diciembre de 2018  | Puerto Príncipe  | Haití                | Tara's Laboule 12                       |                        |

### Conciertos cancelados
-

| Día                  | Ciudad           | País             | Recinto                            | Motivo                                                      |
| America & Europa     | America & Europa | America & Europa | America & Europa                   | America & Europa                                            |
| -------------------- | ---------------- | ---------------- | ---------------------------------- | ----------------------------------------------------------- |
| 25 de julio de 2018  | Coquimbo         | Chile            | Estadio Francisco Sánchez Rumoroso | Reprogramado para el 18 de noviembre en el Espacio Peñuelas |
| 10 de agosto de 2018 | Tenerife         | España           | Estadio Municipal de Tasagaya      | Problemas Desconocidos                                      |
| 11 de agosto de 2018 | La Palma         | España           | El Paso Isla Bonita                | Problemas Desconocidos                                      |
| 12 de agosto de 2018 | Málaga           | España           | Estadio Municipal El Pozuelo       | Problemas Desconocidos                                      |
| 13 de agosto de 2018 | Cádiz            | España           | Estadio Bahía Sur                  | Problemas Desconocidos                                      |

## Certificaciones
| País   | Organismo certificador | Certificación    | Ventas certificadas | Ref.  |
| ------ | ---------------------- | ---------------- | ------------------- | ----- |
| México | AMPROFON               | 3× Platino + Oro | 210 000             | [ 8 ] |